# 實在論
實在論，也譯為唯實論，西方哲學本體論的一種觀點，認為本體論中的現實（Reality），是獨立於人類感官、信仰、概念與想法之外的。而不像一些唯心論者所認為，現實是源自於意識或是受意識所影響。（譬如量子神秘主義）
現今世界認為的實在論，與古希臘、或中古經院哲學所說的實在論，在內容上並不相同，有時甚至是相反的。古代的實在論者承繼了古希臘哲學家柏拉圖的看法，他們相信，我們所相信為真實的一切都只是近似於真實的存在。人類感官所感受到的世界，只是真實的一種投射，並不是真實。

## 歷史

### 古希臘哲學
柏拉圖理型論。

### 經院哲學
實在論起源於中古歐洲經院哲學家對於柏拉圖理型論的一種詮釋，他們認為共相是存在的。唯名論與概念論者，反對這種看法。

### 近代哲學
康德派哲學家認為，實在論是與唯心主義相反的一種論點。

### 現代哲學
卡尔·波普尔把「實在論」（realism）这个含糊的术语分为本质主义和实在论（realism）。本质主义被他用作唯名論（nominalism）的对立面，实在论则只被用来作为唯心主義（idealism）的对立面。
波普尔自己是一个实在论者（与唯心主义对立），但同时他也是一个方法论上的唯名論者（与本质主义对立）卡尔·波普尔认为本质主义会不可避免的阻碍科学发展：
「因为科学并没有如亚里士多德所想的那样，通过一种对本质知识的逐渐的百科全书式的积累而发展，却是靠一种更具革命性的方法而发展。」
「本质主义不仅鼓励了文字游戏，而且还导致了论证的幻想破灭，即理性的幻想破灭。经院哲学和神秘主义以及对理性的绝望，这些都是柏拉图和亚里士多德的本质主义的不可避免的结果。」

「我相信本质主义是站不住脚的。它意味着一种终极解释的观念，因为一种本质主义解释既不需要、也不可能再作进一步的解释了。」
一些持操作主义观念的学者例如彼得·梅达沃声称应该对概念进行操作定义而非探寻其「终极」本质，并认为公众希望科学回答本质主义问题的倾向会造成公众对科学的误解。作家罗伯特·赖特解释道：「牛顿的地心引力理论也有些地方不尽人意......毕竟‘超距作用’这一概念如何实现？牛顿回避了这样的问题......从牛顿开始，物理学家们都以此为榜样......不再试图去解释为什么物体会遵循电磁学或地心引力规律。」（Wright，1988）。

## 物理

### 古典物理
古典物理相當於哲學的實在論。在1935年，愛因斯坦與波多爾斯基及羅森聯名在美國《物理评论》雜誌上發表了題為「量子力學能完整地解釋實在性嗎？」的論文，再次反駁量子世界觀的正確性。這篇論文後來被稱為「EPR悖論」。該論文一開始便先定義「實在」性：在完全不影響一體系下，如果我們能精確地預測到某一物理量，則此一物理量應該是確實存在的，與我們是否去觀察它無關。EPR所探討的「實在」問題，與三百多年前牛頓和萊布尼茲所爭論之「絕對空間是否實際存在」非常相似。

### 近代物理:對於量子力學的詮釋

#### 「隱變數」途徑
愛因斯坦的支持者玻姆為了解釋量子力學的波函數所提出的理論，認為量子力學在決策方面有實用性，但是並沒有真正展現出物理實相。認為除了波函數之外，另有更洞見的方法可以來描述世界，並且用那種方式呈現的世界演化，是完全可預測的(科學決定論)。

#### 「模態實在論」
在此種觀點，實在性無法和圖像或理論切割開來，也就是說，物理的理論或世界的圖像其實是一種模型（通常具有數學的特性），以一組規則將模型裡的要素與觀測連結起來。就模態實在論而言，問一個模型是否為真並沒有意義，只能問它是否與觀測相符。如果兩個模型均與觀測相符，則沒有哪一個比另一個真實，可以視情況採用任一種較方便的模型。譬如托勒密的地心說宇宙模型，以及哥白尼的日心模型。或是在牛頓力學適用的情形下，牛頓的萬有引力理論和廣義相對論都是符合觀測的模型。

## 心理學

### 素樸實在論
素樸實在論（Naïve realism）：以心理學的觀點，可以視作一種認知偏誤中的社會偏誤：相信自己所見所聞即是真相、是客觀且不帶偏見的，認為這是顯而易見的事實，理性人一定會同意自己，不同意的人一定是資訊不足、懶惰、不理性或有偏見。（見認知偏誤列表）

## 外部連結
- 陳嘉映：〈關於科學實在論的幾點思考〉 （页面存档备份，存于）（2008）